# Díode orgànic emissor de llum

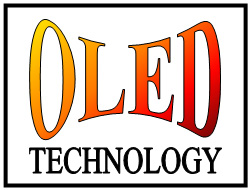
Presentació d'OLED

Un díode orgànic d'emissió de llum, traducció de l'acrònim anglès OLED (organic light-emitting diode), és un díode que es basa en una capa electrol·luminescent formada per una pel·lícula de components orgànics que reaccionen, a una determinada estimulació elèctrica, generant i emetent llum per sí sols.
Existeixen moltes tecnologies OLED diferents, tantes com la gran diversitat d'estructures (i materials) que s'han pogut idear (i implementar) per contenir i mantenir la capa electrol·luminescent, així com segons el tipus de components orgànics emprats.
Els principals avantatges dels OLEDs són: menor cost, major escalabilitat, major rang de colors, contrastos i brillantors, major angle de visió, menor consum i, en algunes tecnologies, flexibilitat. Però la degradació dels materials OLED han limitat el seu ús fins ara. Actualment s'està investigant per donar solució als problemes derivats, fet que farà dels OLEDs una tecnologia que pot treure l'actual hegemonia en pantalles del LCD (TFT) i de la pantalla de plasma.
Per tot això OLED pot ser usat en tot d'aplicacions: pantalles de televisió, monitor d'ordinador, pantalles de portables (telèfons mòbils, PDAs, reproductors MP3…), indicadors d'informació o d'avís, etc. des d'unes dimensions petites (2") fins a enormes mides (equivalents a les que s'estan aconseguint amb LCD). Mitjançant OLEDs també es poden crear grans o petits cartells de publicitat, així com fonts de llum per il·luminar espais generals. A més, algunes tecnologies OLED tenen la capacitat de ser d'estructura flexible, el que ja ha donat lloc a desenvolupar pantalles plegables, i en el futur potser pantalles sobre roba i teixits, etc.

## Estructura bàsica
Un OLED està compost per dues fines capes orgàniques: capa d'emissió i capa de conducció, que a la vegada estan compreses entre una fina pel·lícula que fa de terminal ànode i un altre igual que fa de càtode. En general aquestes capes estan fetes de molècules o polímers que condueixen l'electricitat. Els seus nivells de conductivitat elèctrica van des de nivells aïlladors fins a conductors, i per això s'anomenen semiconductors orgànics.
L'elecció dels materials orgànics i l'estructura de les capes determinen les característiques de funcionament del dispositiu: color emès, temps de vida i eficiència energètica.

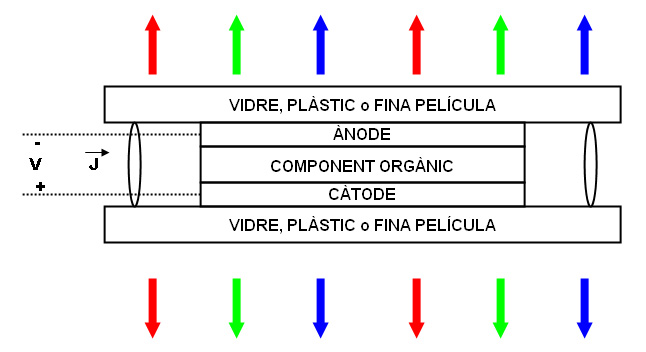
Estructura bàsica OLED

## Principi de funcionament
S'aplica voltatge a través del OLED de manera que l'ànode és positiu respecte del càtode. Això causa un corrent d'electrons que fluctua en aquest sentit. Així, el càtode dona electrons a la capa d'emissió i la de conducció dona electrons a l'ànode.
Tot seguit, la capa d'emissió comença a carregar-se negativament, mentre que la capa de conducció es carrega amb forats. Les forces electroestàtiques atreuen els electrons i els forats un a l'altre i es recombinen (en un sentit invers de la càrrega ni hi hauria recombinació, i el dispositiu no funcionaria). Això succeeix més properament a la capa d'emissió, perquè en els semiconductors inorgànics els forats són més moguts que els electrons (no és així en els semiconductors inorgànics).
Finalment, la recombinació causa una emissió de radiació a una freqüència que està a la regió visible, i s'observa la llum en un color determinat.

Principi de funcionament d'OLED: 1. Càtode (-), 2. Capa d'emissió, 3. Emissió de radiació (llum), 4. Capa de conducció, 5. Ànode (+)

## Tecnologies relacionades
- SM-OLED (Small-molecule OLED)

Els SM-OLEDs es basen en una tecnologia desenvolupada per la companyia Eastman Kodak. La producció de pantalles amb petites molècules requereix una deposició en el buit de les molècules que s'aconsegueix amb un procés de producció molt més car que altres tècniques (com les següents). Típicament s'utilitzen substrats de vidre per fer el buit, però això treu la flexibilitat a les pantalles encara que les molècules sí que ho siguin.
- PLED (Polymer Light-Emitting Diodes)

Els PLEDs o LEPs (Light-Emitting Polymers) han estat desenvolupats per la Cambridge Display Technology. Es basen en un polímer conductiu electrol·luminescent que emet llum quan el recorre un corrent elèctric. S'utilitza una pel·lícula de substrat molt prima i s'obté una pantalla de gran intesitat de color que requereix relativament molt poca energia en comparació amb la llum que emet. El buit, a diferència dels SM-OLEDs, no és necessari i els polímers poden aplicar-se sobre el substrat mitjançant una tècnica derivada de la "impressió de raig comercial" (anomenada inkjet en anglès). El substrat emprat pot ser flexible, com un plàstic PET. Amb tot això, els PLEDs poden ser produïts de manera econòmica.
- TOLED (Transparent OLED)

Els TOLEDs usen un terminal transparent per crear pantalles que poden emetre en la seva cara del davant, en la del darrere, o en ambdúes aconseguint ser transparent. TOLEDs poden de gran manera millorar el contrast, fent molt més fàcil de veure les pantalles amb la llum del sol.
- SOLED (Stacked OLED)

Els SOLEDs utilitzen una arquitectura de píxel innovadora que es basa a emmagatzemar subpíxels vermells, verds i blaus, uns sobre altres en comptes de disposar-los costat a costat com succeeix de manera normal en els CRTs i LCDs. Les millores en la resolució de les pantalles es triplica i es realça per complet la qualitat del color.

## Implementació en matrius

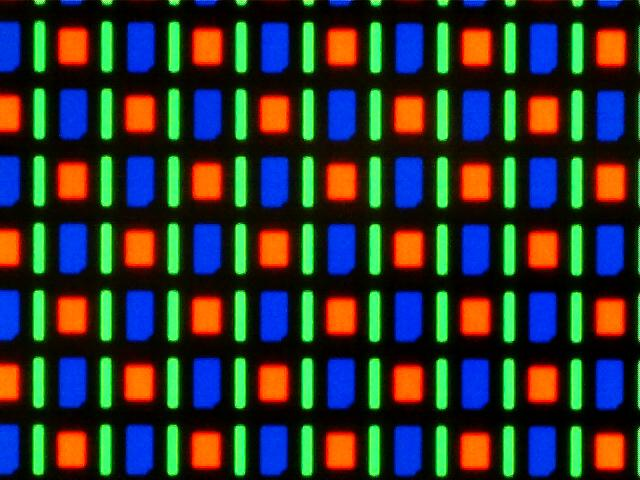
Detall d'una pantalla a color amb AMOLED en un arranjament matricial "PenTile"

A banda de les tecnologies anteriors, les pantalles OLED poden ser activades a través d'un mètode de conducció del corrent per matriu que pot tenir dos esquemes diferents i dona lloc a les tecnologies PMOLED i AMOLED.
- PMOLED (Passive-matrix OLED)

Els PMOLEDs tenen tires de càtode, tires d'ànode perpendiculars a les de càtode, i entremig capes orgàniques. Les interseccions de càtode i ànode componen els píxels on la llum s'emet. Una circuiteria externa aplica corrent a les tires adequades, determinant quins píxels s'encendran i quins romandran apagats. Novament, la brillantor de cada píxel és proporcional a la quantitat de corrent aplicada, que es distribueix de manera uniforme en tots els píxels (N píxels alimentats cadascun amb 1/N del corrent aplicat).
Els PMOLEDs són fàcils de construir, però consumeixen més potència que altres tipus d'OLED, principalment degut a la potència necessària per a la circuiteria externa i el consum que requereix la il·luminació variable dels píxels. PMOLEDs són els més eficients per visualitzar text e icones i adquireixen el seu millor funcionament en dimensions més petites de 2" o 3" de diagonal, o amb menys d'unes 100 files. PMOLEDs esdevenen, doncs, molt adequats per aplicacions de petites pantalles, com les que es troben en mòbils, PDAs i reproductors de MP3. En tot moment, els PMOLEDs consumeixen menys bateria que els actuals LCDs que s'estan usant en aquests dispositius.
- AMOLED (Active-matrix OLED)

Els AMOLEDs tenen capes completes de càtode, molècules orgàniques i d'ànode. Sobre la capa d'ànode se sobreposa una matriu de transistors de película fina (Thin Film Transistor, TFT). La matriu TFT és la circuiteria que determina quins píxels encendre per formar la imatge.
Els AMOLEDs consumeixen menys potència que els PMOLEDs perquè la matriu TFT requereix menys potència que una circuiteria externa. Així, AMOLEDs són més eficients i aconsegueixen tenir unes velocitats de refresc més ràpides ideals per vídeo. Les millors aplicacions on se situen els AMOLEDs són monitors d'ordinador, grans pantalles de televisió i, si el preu és factible, grans cartells electrònics.

## Principals avantatges
Els OLEDs ofereixen molts avantatges sobre LCDs, LEDs i pantalles de plasma.
Més prims i flexibles. D'una banda, les capes orgàniques de polímers o molècules dels OLEDs són més fines, lluminoses i molt més flexibles que les capes cristal·lines d'un LED o LCD. D'altra banda, en algunes tecnologies el substrat d'impressió dels OLEDs pot ser el plàstic, que ofereix flexibilitat enfront de la rigidesa del cristall que dona suport als LCDs o les pantalles de plasma.
Més econòmics, en el futur. En general, els elements orgànics i els substrats de plàstic seran molt més econòmics. També, els processos de fabricació de OLEDs poden fer servir conegudes tecnologies d'impressió raigs (en anglès, coneguda com a inkjet), fet que disminuirà els costos de producció.
Més brillantor i contrastos. Els píxels de OLED emeten llum directament. Per això, respecte als LCDs possibiliten un rang més gran de colors, més brillantor i contrastos, i més angle de visió.
Menys consum d'energia. Els OLEDs no necessiten la tecnologia backlight, és a dir, un element OLED apagat realment no produeix llum i no consumeix energia, a diferència dels LCDs que no poden mostrar un veritable "negre" i el componen amb llum consumint energia contínuament. Així, els OLEDs mostren imatges amb menys potència de llum, i quan són alimentats des d'una bateria poden operar llargament amb la mateixa càrrega.
Més escalabilitat i noves aplicacions. La capacitat de poder escalar les pantalles a grans dimensions fins ara no aconseguides pels LCDs, i sobretot poder enrotllar i doblegar les pantalles en algunes de les tecnologies OLED que ho permeten, obre les portes a moltes noves aplicacions.

## Desavantatges i problemes actuals
Temps de vida curt. Les capes OLED verdes i vermelles tenen llargs temps de vida (10.000 a 40.000 hores), però actualment les blaves tenen molta menys durada (només 1000 hores).
Procés de fabricació car. Actualment estan en estat d'investigació la majoria, i són econòmicament elevats.
Aigua. L'aigua pot fàcilment malmetre permanentment els OLEDs.
Impacte al medi ambient. Els components orgànics (molècules i polímers) s'ha vist que són difícils de reciclar (alt cost, complexes tècniques). Això pot causar un impacte al medi ambient molt negatiu en el futur.

## Més enllà
En l'actualitat existeixen investigacions en la Universitat de Cornell per desenvolupar una nova versió del LED orgànic que no només emet llum, sinó que també recull l'energia solar per produir electricitat. De moment no hi ha cap data per a la seva comercialització, però ja s'està parlant de crear-lo per a la seva fabricació massiva. Amb aquesta tecnologia es podrien dotar a tota mena de petits aparells elèctrics que mitjançant la seva pròpia pantalla es podrien autocarregar d'energia.